# هولي لينكولن
هولي لينكولن (23 يونيو 1985 في كندا - ) هي لاعبة كرة قدم كندية في مركز الهجوم. شاركت مع منتخب كندا تحت 20 سنة للسيدات لكرة القدم. أما مع النوادي، فقد لعبت مع Toronto Lady Lynx ‏.